# Tchagra à croupion rose
Telophorus cruentus
Espèce
Statut de conservation UICN

 LC  : Préoccupation mineure
Le Tchagra à croupion rose (Telophorus cruentus) est une espèce de passereaux appartenant à la famille des Malaconotidae.